# Média Matin Québec
Média Matin Québec («Ме́диа Мате́н Кебе́к») — еженедельная франкоязычная газета, публикуемая в Квебеке. Распространяется в Квебеке и его пригородах; в основном освещает события в городе и прилегающем к нему регионе. Первая бесплатная ежедневная квебекская газета. Её издание явилось средством давления уволенных работников Journal de Québec, другой ежедневной газеты города, на руководство[чьё?].
Газета выходит с апреля 2007 года, с понедельника по пятницу, с ежедневным тиражом около 40 000 экземпляров. В газете очень мало рекламы.